# This Type of Thinking (Could Do Us In)
This Type of Thinking (Could Do Us In) – trzeci album studyjny zespołu Chevelle.

## Lista utworów
1. "The Clincher" – 3:43
2. "Get Some" – 4:27
3. "Vitamin R (Leading Us Along)" – 3:43
4. "Still Running" – 3:43
5. "Breach Birth" – 4:03
6. "Panic Prone" – 3:49
7. "Another Know-It-All" – 4:18
8. "Tug-o-War" – 4:32
9. "To Return" – 3:42
10. "Emotional Drought" – 5:24
11. "Bend the Bracket" – 5:05